# Corrispondenza di Tiberianus
Con corrispondenza di Tiberianus viene identificato un gruppo di papiri rinvenuti negli anni 1924-34 nel sito archeologico di Karanis, durante uno scavo dell'università del Michigan. Sono diciotto lettere che hanno come destinatario Claudius Tiberianus, un soldato dell'Esercito Romano, e che fanno parte di un archivio di papiri più vasto, ritrovato nell'edificio House C/B167.

## La storia delle lettere
Il destinatario delle lettere è sempre Claudius Tiberianus, il probabile inquilino della casa nella quale è stata ritrovata la corrispondenza: dai testi, si evince che costui era uno speculator a Karanis, cioè un legionario con compiti di sorveglianza; più tardi, Tiberiano si ritirò dall'esercito e diventò un veteranus. I mittenti sono diversi, principalmente parenti e amici del già citato; in particolare, il numero maggiore di missive è stato inviato dal figlio di Tiberiano, Claudio Terenziano. Anche Terenziano era un militare, come il padre, ma svolgeva le sue mansioni ad Alessandria d'Egitto, nella marina; come viene raccontato in alcune lettere, non senza sforzo e dopo essersi molto lamentato della sua condizione, verrà poi promosso al rango di legionario.
Le lettere sono state scritte nei primi decenni del II secolo d.C., durante l'impero di Traiano. Gli studiosi dibattono sulla datazione precisa delle lettere: infatti, non si riesce a capire se Terenziano fosse un marinaio del gruppo di navi che fu inviato ad Alessandria d'Egitto in occasione della seconda guerra Giudaica, nel 115-6 d.C., oppure se facesse parte della spedizione navale che doveva fornire vettovagliamento alle campagne di Traiano in Partia, nel 114.

## La lingua delle lettere
Le lettere sono scritte in greco e in latino. La corrispondenza di Tiberiano costituisce un unicum nel panorama dei testi in volgare: infatti, è uno dei pochi testi coerenti in latino volgare, la variante bassa del latino classico, che veniva utilizzata nell'oralità e nelle comunicazioni informali. Il registro utilizzato è molto informale, privo di preoccupazioni stilistiche e pieno di formule standardizzate e di elementi del parlato popolare.
Dall'utilizzo di alcune grafie grecizzanti, come "nostrous" al posto di "nostos", e di alcune formule di saluto con equivalente greco, come "bene valere te opto multis annis", è stato dedotto che la prima lingua di chi scrive (Terenziano, in questo caso) non fosse il latino, bensì il greco. Infatti, le lettere in latino sono quelle meno recenti, risalgono cioè al periodo durante il quale, essendo sia Terenziano che Tiberiano militari, la loro comunicazione doveva avvenire in latino, la lingua ufficiale dell'esercito romano; dopo che Tiberiano si stabilì a Karanis e divenne veteranus, i due poterono scriversi in greco, la loro lingua nativa.

### Caratteristiche del latino
Il Latino delle lettere presenta una serie di caratteristiche che evidenziano il distacco dalla sua forma più classica.
- La caduta delle consonanti finali, in particolare di "M"; ex: "culcitam et pulbino", in questo caso, dove c'è un'apparente variatio, entrambi i termini sono in accusativo e derivano rispettivamente da culcita e da pulvinus.
- La presenza del betacismo, ovvero l'eliminazione della distinzione di significato fra /b/ e /w/, dimostra che già dal secondo secolo d.C l'utilizzo dei due grafemi creava confusione; ex: "pulbino" al posto di "pulvino", oppure "imboluclum" al posto di "involucrum".
- Monottongazione di "AE" in "E"; ex: "que" al posto di "quae".
- Assimilazione del nesso consonantico -NC in C; ex: "Illuc" al posto di "illunc".
- La perdita del neutro, testimoniata dall'utilizzo del dimostrativo maschile "Hunc" per riferirsi ad "amictorium", un sostantivo neutro.
- La definitiva scomparsa della pronuncia della "H", testimoniata sia da grafie come "mi" al posto di "mihi", che dall'ipercorrettismo "Hitalicum", che, nella grafia corretta, non presentava alcuna aspirazione iniziale.

### Il problema della terminologia familiare
Nelle lettere di Terenziano, il termine "pater" viene utilizzato per indicare due persone differenti: Tiberiano, ma anche, più raramente, tale Ptolemaius. Ci sono diverse ipotesi riguardo alla possibile interpretazione di questo fatto. Potrebbe essere che fra Tiberiano e Terenziano non ci fosse un rapporto di parentela, ma che il secondo fosse il protetto del primo: questo spiegherebbe come mai Terenziano si sia arruolato nella flotta invece di diventare legionario, un ruolo che, se fosse stato il figlio naturale di un altro legionario, gli sarebbe spettato di diritto; inoltre, terminologia come "suo domino" implica un rapporto di subordinazione fra i due. Tuttavia, l'ipotesi più accreditata è quella che prevede un legame di sangue fra i due, in quanto entrambi condividono lo stesso nomen, cioè Claudius; inoltre, in latino, i termini "pater" e "mater" potevano essere utilizzati per indicare tutti i membri della famiglia appartenenti a una generazione superiore e, alla stessa maniera, anche i cugini venivano identificati con "frater"; così Ptolemaius potrebbe essere più semplicemente lo zio di Terenziano, ovvero il fratello o il marito della sorella di Tiberiano.